# Burkhard Garweg
Burkhard Maria Heimfried Garweg (* 1. September 1968 in Bonn) gilt als deutsches ehemaliges Mitglied der linksextremistischen Terrororganisation Rote Armee Fraktion (RAF). Nach ihm wird international gefahndet.

## Leben
Als er sechs Jahre alt war, zog Garweg mit seinen Eltern von Bonn nach Hamburg, wo er seine Jugend verbrachte. Sein Vater Gerhard Garweg war bis 1982 Professor der Anatomie an der Universität Hamburg und dann niedergelassener Arzt in Hamburg. Er hat fünf Geschwister. 1987 brach er die Schule ab und begann, sich in der linken Hausbesetzer-Szene der Hafenstraße zu bewegen, in der er sich laut dem Journalisten Michael Sontheimer radikalisierte. Um die Jahreswende 1989/90 ging er in den Untergrund und schloss sich vermutlich der dritten Generation der RAF an. Ihm wird von der Bundesanwaltschaft die Mitgliedschaft in einer terroristischen Vereinigung vorgeworfen.

## Verdacht auf Überfälle und Anschläge
Die Bundesanwaltschaft geht, wie sie im Oktober 2007 bekannt gab, davon aus, dass Garweg, zusammen mit Daniela Klette, Ernst-Volker Staub und anderen, 1993 am Sprengstoffanschlag gegen die JVA Weiterstadt beteiligt war. An einer am Tatort gefundenen Strickleiter wurden DNA-Spuren von Klette, Staub und einer bisher nicht identifizierten Person gefunden, bei der es sich, wie die Bundesanwaltschaft vermutet, um Garweg handeln könnte.
Bei einem missglückten Überfall auf einen Geldtransport im Juni 2015 in Groß Mackenstedt bei Bremen wurden neben DNA-Spuren Garwegs auch solche von Staub und Klette gefunden. Das Amtsgericht Verden (Aller) erließ deshalb gegen die drei Personen Haftbefehl wegen des Verdachts des versuchten Mordes und versuchten schweren Raubes. Auch bei einem weiteren gescheiterten Überfall auf einen Geldtransport in Wolfsburg im Dezember 2015 wurde DNA der drei Genannten gefunden. Nach Einschätzung der Staatsanwaltschaft Verden und des Anwalts und Publizisten Butz Peters haben die Taten keinen terroristischen Hintergrund, sondern sollten der Finanzierung des Lebens im Untergrund dienen.

## Fahndung
Garweg ist neben Staub die zweite nach der Festnahme von Daniela Klette im Februar 2024 verbliebene Person, nach der im Zusammenhang mit der RAF bis heute steckbrieflich gefahndet wird. Seit 2015 wurde die öffentliche Fahndung nach ihnen deutlich intensiviert, von Mai bis August 2020 EU-weit mittels eumostwanted.eu. Für entscheidende Hinweise, die zu einer rechtskräftigen Verurteilung von Garweg, Klette und Staub führen, ist eine Belohnung von mindestens 75.000 € ausgesetzt.
Im Jahr 2023 nahm die Polizei Durchsuchungen in seinem familiären Umfeld vor und stellte neben Datenträgern und Mobiltelefonen Briefe sicher, die Garweg zugeordnet werden. Anfang Februar 2024 startete die Polizei erneut eine Öffentlichkeitsfahndung. So wurde in der ZDF-Sendung Aktenzeichen XY … ungelöst am 14. Februar 2024 der Fahndungsaufruf gezeigt. Bis zum 23. Februar gingen rund 250 Hinweise bei der Staatsanwaltschaft Verden ein, von denen fünf die höchste Priorität beigemessen wurde. Die Fahndung wurde  international ausgeweitet. Als Daniela Klette am 26. Februar 2024 festgenommen wurde, gelang es ihr noch, Garweg per Handynachricht über ihre Festnahme zu informieren. Wenige Tage nach der Festnahme von Klette veröffentlichte die Polizei neue Fahndungsbilder von Garweg, die aus der Wohnung von Klette stammten. Sie durchsuchte ein Industriegelände am Markgrafendamm im Berliner Stadtteil Friedrichshain, auf dem Garweg in einem alten Bauwagen eine Zeit lang unter den Decknamen Martin Bäcker, Martin Becker, Martin Martens, Martin von Staden und Jens gelebt haben soll. Nach Erkenntnissen des Landeskriminalamtes Niedersachsen betrieb Garweg in dem Bauwagen eine Werkstatt zum Fälschen von Dokumenten. Entsprechende Geräte und Werkzeuge wurden beschlagnahmt. Zudem wurde eine Wohnung in Friedrichshain durchsucht, zu der er mutmaßlich Zugang hatte, weil er dort eine Seniorin im Alltag unterstützt haben soll.
Am 11. September 2024 wurde die Fahndung nach ihm erneut in Aktenzeichen XY thematisiert, wobei ein kurzes, mit einem Mobiltelefon aufgenommenes Video abgespielt wurde. Darin wünscht ein Mann, bei dem es sich um Garweg handeln soll, einer unbekannten Frau namens Karin für eine Prüfung Erfolg.
Ende Dezember 2024 verschickte Garweg einen achtseitigen Brief aus dem Untergrund, in dem er auch über die RAF, die Festnahme von Klette und anderes schreibt. Mit dem Schreiben wandte er sich laut taz an seine Familie, an frühere Bekannte, an den Wagenplatz, an „Genoss*innen“. Zu den Taten der RAF äußerte er sich nicht. Er verteidigte sie als „revolutionäre Gegengewalt“ gegen die „strukturelle Gewalt des Systems“. Er sah sich als politischen Aktivisten und als Teil einer „revolutionären Linken“. RAF-Mitglieder wie Ulrike Meinhof und Sigurd Debus stellte er in eine Reihe mit Personen wie Thomas Müntzer, Georg Elser, Che Guevara und Nelson Mandela. Im März 2025 meldete er sich mit einem weiteren Brief aus dem Untergrund, in dem er die Geschichte der RAF auch als eine Geschichte strategischer und taktischer Fehler bezeichnete.